# 알자히즈

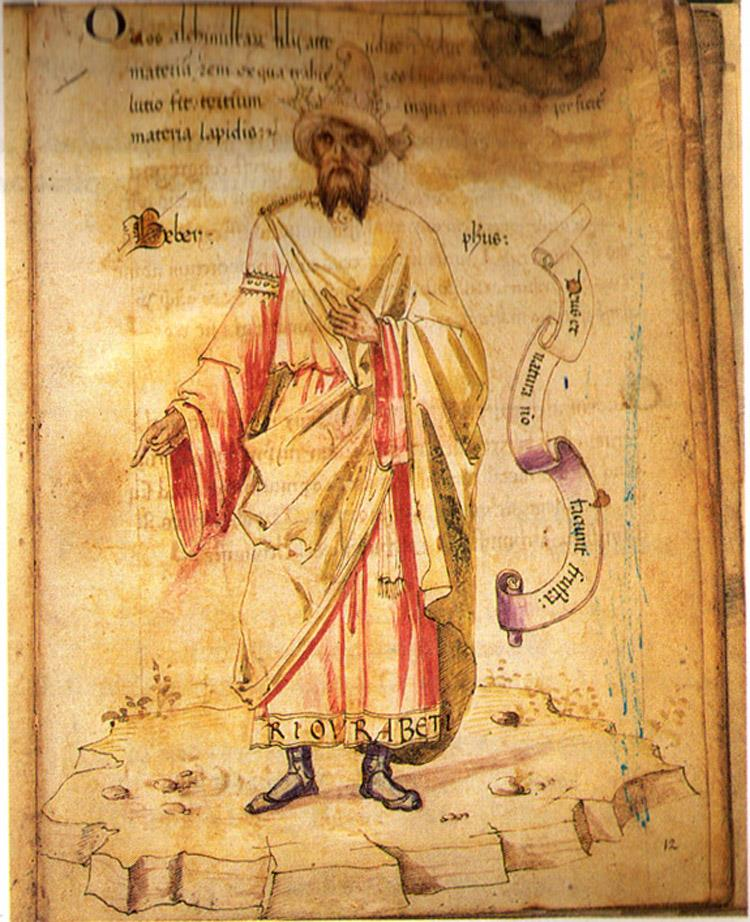

알자히즈(الجاحظ) 또는 자히즈(776년 ~ 868년 12월/869년 1월)는 이라크의 남부 도시 바스라에서 태어나, 아바스 왕조 초기에 활동한 작가이다.

## 생애와 저술
바그다드에서 신학, 언어학, 문법, 철학, 역사 등의 폭넓은 지식을 섭렵하였으며, 저술활동으로 이름을 드높였다.
그는 200여권의 책을 쓴 것으로 알려져 있지만, 그것의 3분의 1 정도만 현존한다.
철학이나 과학을 문학 속에 융화시키는 동시에 문학의 주체를 대중에게 확대시킴으로써 대중문학이 발전할 수 있는 기반을 마련하였다.
자히즈의 작품은 수사학의 본보기로서 특히 문체는 오늘날까지도 가장 아름다운 아랍 문체의 표본으로 간주된다.
대표작에 "수전노들" 비롯해, 문학 비평의 기초를 놓은 "명유(明喩)와 상설(祥說)의 책", "네모와 동그라미의 서한문" 등이 있다.
그는 아흔이 넘은 나이에 지적 호기심을 채우기 위해 책장에서 책을 꺼내다 책장이 쓰러져 사고사했다.

## 사상
알자히즈의 가장 유명한 저술은 《동물에 관한 책 (Book of Animals, Kitāb al-Hayawān)》으로, 350여종의 동물을 소개하는 일종의 백과사전이다. 이 책에서 알 자히즈는 동물들의 다양성과 상호 의존성을 강조하며, 동물 세계에서 찾은 신의 질서를 증언하고자 하였다. 《동물에 관한 책》은 이슬람 세계에서는 최초로 동물을 체계적으로 연구한 저작이며, 특히 찰스 다윈보다 천 년 앞서 진화론과 유사한 사상을 담아냈다는 점에서 주목 받기도 했다. 예를 들어 알 자히즈는 서로 다른 종의 동물끼리 생존을 위해 경쟁한다고 서술하였는데, 이는 적자생존 개념과 유사하다.
쥐는 먹이를 찾으러 나아가서 영리하게 얻는다. 저보다 힘이 약한 동물은 모두 잡아먹기 때문인데, 예를 들면 작은 짐승이나 작은 새, 새의 알이나 새끼, 그 밖에 굴이나 흙으로 메운 둥지에 살지 않는 벌레 따위가 있다. 한편 쥐는 저를 잡아먹으려고 찾아다니는 뱀과 새와 사나운 구렁이를 피해 다녀야 한다. (···) 약한 짐승은 모두 저보다 약한 것을 잡아먹는다. 강한 짐승은 저보다 강한 다른 짐승에게 잡아먹히는 일을 면할 수 없다. 이런 점에서 사람도, 비록 같은 극단에 이르지는 않지만, 서로에게 짐승과 같다.
또한 알자히즈는 동물의 생김새가 지역에 따라 다르고, 저마다 사는 환경에 알맞다는 사실을 관찰하였다. 특히 개와 늑대와 여우의 생김새가 비슷한 까닭은 공통 조상에서 기원했기 때문이라고 설명하기도 했는데, 생물종의 변화 가능성을 일부 받아들인 셈이다.